# 11
 Тази статия е за единайсетата година от новата ера.  За числото единайсет вижте 11 (число).  За други значения вижте 11 (пояснение).
11 (единайсета) година е обикновена година, започваща в четвъртък по юлианския календар.

## Събития

### В Римската империя
- Консули са Маний Емилий Лепид и Тит Статилий Тавър.
- Суфектконсул става Луций Касий Лонгин.
- Тиберий прекосява заедно с Германик река Рейн и действа внимателно без да се опитва да спечели за постоянно контрола над територията за Рим, а вражеските племена избягват да влизат в бой с него.[1]